# Dysaphis orientalis
Dysaphis orientalis är en insektsart. Dysaphis orientalis ingår i släktet Dysaphis och familjen långrörsbladlöss. Inga underarter finns listade i Catalogue of Life.